# Sudarat Keyuraphan
Sudarat Keyuraphan (en tailandés:สุดารัตน์ เกยุราพันธ์) (Bangkok, 1 de mayo de 1961) es una política tailandesa, Ministra de Agricultura hasta el golpe de Estado del 19 de septiembre de 2006.
Graduada en la Universidad de Chulalongkorn, comenzó su carrera política en el Partido Phalang Dharma y cooperó con Thaksin Shinawatra en la fundación del partido Thai Rak Thai. Había sido elegida diputada en 1993, 1996 y 1997, Viceportavoz del Gobierno en 1995, Viceministra de Comunicaciones y Transportes en 1996, Viceministra del Interior en 2002 y desde el 3 de octubre de ese año hasta el 11 de marzo de 2005 Ministra de Salud.